# Nel Klaassen

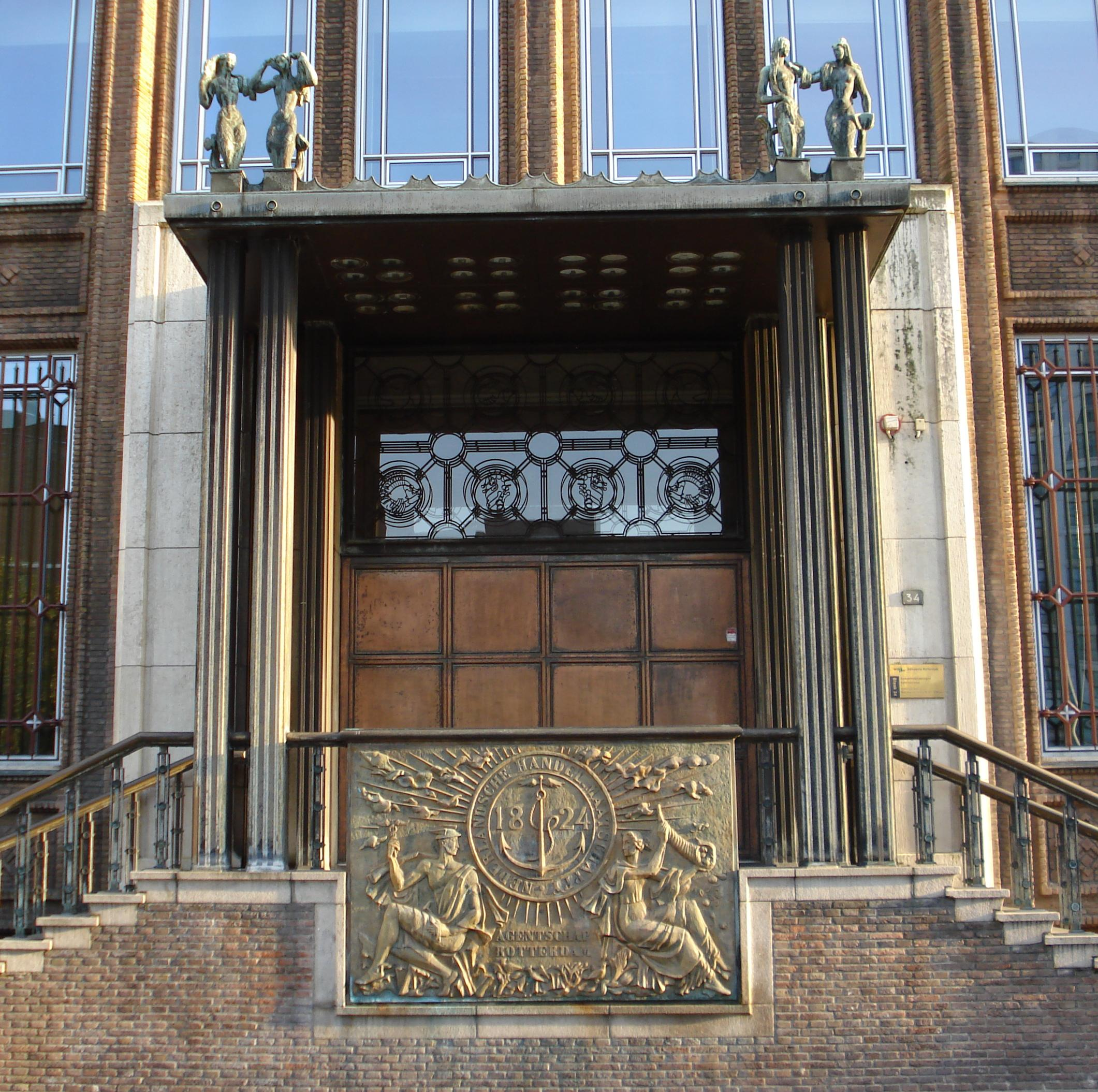
Portaal Nederlandsche Handel-Maatschappij, Blaak, Rotterdam

Petronella Hélène (Nel) Klaassen of Nel Bouhuys-Klaassen (Arnhem, 21 oktober 1906 – Heemstede, 30 september 1989) was een Nederlandse beeldhouwer, (wand)schilder, tekenaar en vervaardiger van mozaïek.

## Leven en werk
Klaassen ontving haar opleiding bij de kunstenaar Gijs Jacobs van den Hof, die haar in 1928 aanraadde verder te studeren bij Jan Bronner aan de Rijksakademie van beeldende kunsten in Amsterdam. Zij voltooide haar opleiding in 1932, in welk jaar zij de prestigieuze Prix de Rome won voor monumentale en versierende beeldhouwkunst. Zij was lid van de kunstenaarsvereniging St. Lucas en de Nederlandse Kring van Beeldhouwers.
In 1948 vervaardigde zij de inhuldigingsmedaille ter gelegenheid van de inhuldiging op 6 september 1948 van Koningin Juliana. Zij was met enkele andere kunstenaars betrokken bij de interieurdecoraties van de passagiersschepen SS Nieuw Amsterdam (II) (parketintarsia's rookkamer in 1937) en Rotterdam (V) (1959) voor de Holland-Amerika Lijn, alsmede Willem Ruys (parketintarsia's voor publieksruimten in 1938) voor de Koninklijke Rotterdamsche Lloyd.
Nel Klaassen was als beeldhouwer werkzaam bij de bouw van de, inmiddels weer gesloopte, Rotterdamse Schouwburg (1945 - 1947), de bankgebouwen van de Nederlandsche Handel-Maatschappij in Amsterdam en Rotterdam (1950), de Amsterdamsche Bank in Rotterdam (1950) en het warenhuis Magazijn de Bijenkorf in Den Haag.
Zij was gehuwd met de schilder Jaap Bouhuijs (1902-1983) met wie zij vele werken samen heeft uitgevoerd, onder meer een serie gebrandschilderde ramen, die in 1951 geschonken werden door de gezamenlijke Nederlandse gemeenten bij de uitbreiding van het VNG-gebouw in de Paleisstraat 5 in Den Haag. Daar maakten de ramen deel uit van de entreehal. Na de afbraak van het gebouw in 1991 werden de ramen geplaatst in de Sophiahof.

## Werken (selectie)
- Zwijndrecht : Daphne
- Haarlem : St. Joris met de draak (ca. 1930)
- Amsterdam: Jan Oudegeest, borstbeeld (1932) hoofdkantoor NVV
- Middelburg: Gevelreliëf In de Cluys (1942)
- Laren : Monument voor de gevallenen (1949)
- Arnhem : Eert de vrouw (monument Tweede Wereldoorlog) (1949)
- Zandvoort : Zeemeermin met kind (1963)

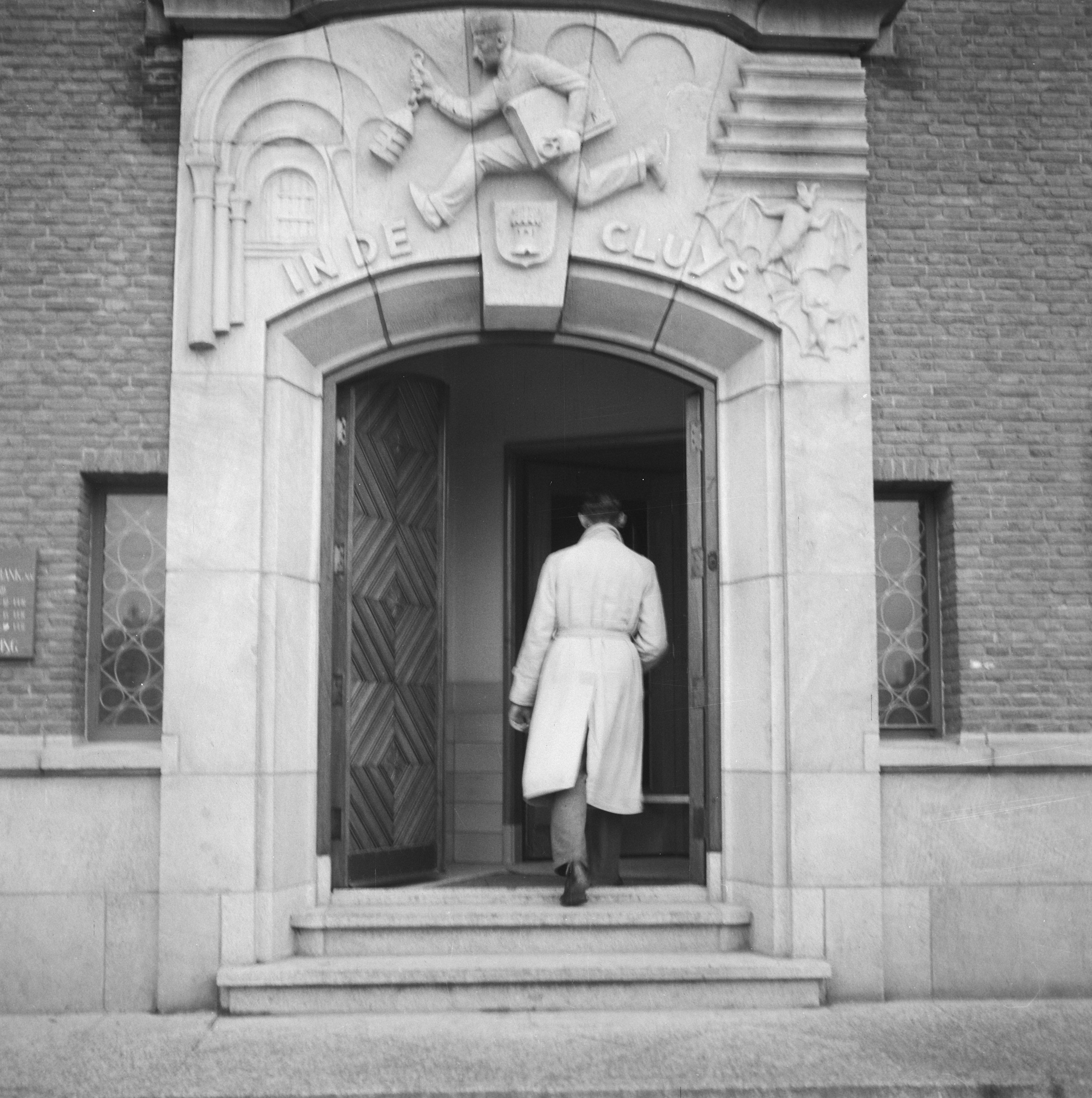
Gevelreliëf 'In de Cluys', Middelburg 1945
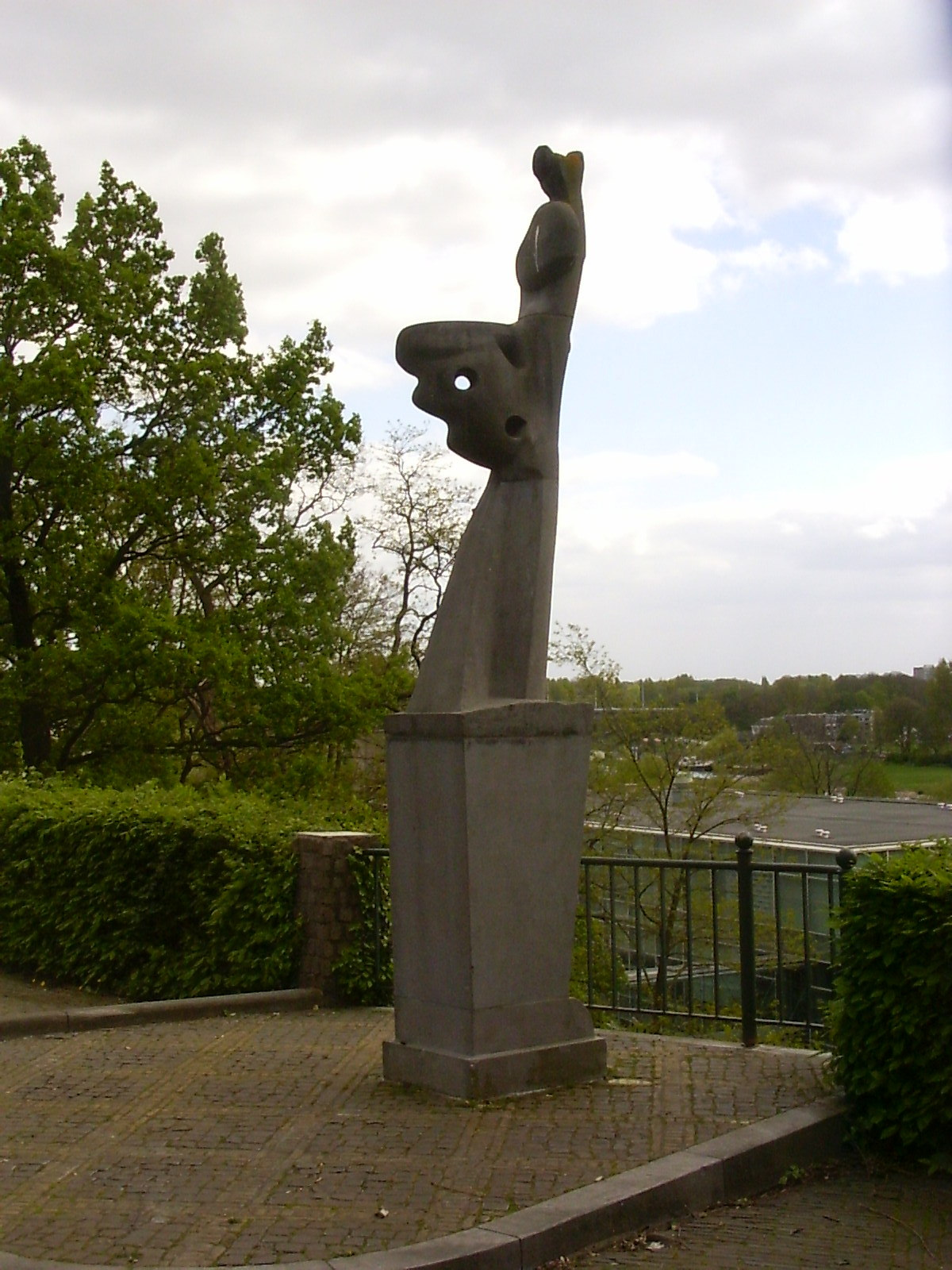
Monument 'Eert de vrouw', Arnhem 1949